# Sebastián Sosa
Carlos Sebastián Sosa Silva (Montevideo, Uruguay, 19 de agosto de 1986) es un futbolista uruguayo naturalizado mexicano que se desempeña como portero. Actualmente juega en el Juventud de Las Piedras de la Primera División de Uruguay.
Con ocho títulos conseguidos a lo largo de su carrera divididos entre la Liga Argentina de Futbol y Liga Uruguaya de Futbol, es internacional con la Selección de fútbol de Uruguay desde 2022 y alcanzó la gran marca de 500 partidos oficiales jugados en toda su carrera futbolística.

## Trayectoria

### Inicios y formación en Peñarol
Realizó las divisiones inferiores en Peñarol, y en el año 2006 el DT Gustavo Matosas lo hizo debutar oficialmente en la primera división, al año siguiente permaneció en el club detrás de Juan Castillo (quien empezaba a formar parte de la selección uruguaya). 2008 se fue a préstamo a Central Español, también de la Primera División de Uruguay donde jugó la totalidad de los partidos y donde se destacó por sus grandes actuaciones, logrando la permanencia en primera división de dicho club del fútbol uruguayo.
En la temporada 2009-10 luego de un gran año a préstamo en Central Español, se consagró Campeón Uruguayo con su equipo (Peñarol) jugando todos los partidos y siendo figura del mismo, incluso obteniendo el premio a mejor jugador del partido en la primera Final, la cual terminó con victoria de Peñarol por 1-0 ante el tradicional rival. Fue de las piezas fundamentales para la obtención del título de Campeón Uruguayo y así Peñarol cortó una mala racha de siete años en los que no lograba consagrarse campeón uruguayo. A modo personal obtuvo el reconocimiento de mejor arquero de la temporada.
Al siguiente año participó como titular en la Copa Sudamericana 2010, y en la Copa Libertadores 2011, llegando a la final del torneo en esta última competición y perdiéndola contra el Santos de Neymar. Tras su destacada actuación en la Copa Libertadores es considerado el segundo mejor arquero de dicho certamen continental. 

### Boca Juniors
A comienzos de agosto de 2011 fue transferido a Boca Juniors, donde disputaría el puesto con Agustín Orión. En dicha institución se consagró campeón del Apertura 2011. Se destacó en la copa de verano en partidos importantes como contra River y San Lorenzo. Debutó oficialmente frente a Central Córdoba por la Copa Argentina, y en dicha competición fue un factor muy importante para lo obtención del título ya que Boca disputó varias instancias de definiciones por penales y allí fue muy destacada su actuación. Por segundo año consecutivo llegó a la final de la Copa Libertadores en la cual sustituyó a los 33 minutos del partido de vuelta a Agustín Orión luego de que este sufriera una lesión. Sin embargo, el ingresado meta terminó encajando 2 goles y dejando al club Xeneize sin la copa.

### Vélez Sarsfield
Luego de rechazar la oferta de Boca Juniors para continuar un año más en el club a préstamo, el arquero uruguayo decidió pasar a Vélez Sarsfield, institución que le ofreció tres años de contrato y compró una parte del pase. Fue presentado en el elenco de Liniers el 18 de julio. A seis meses de su llegada se consagra nuevamente campeón del fútbol argentino y finalizado el año luego de la obtención de la Copa Argentina con Boca y el nuevo título obtenido en Vélez es considerado para formar parte del once ideal de América, pero queda en la tercera posición. 
En junio del 2013 es nuevamente campeón ganando la final por el Campeonato de Primera División 2012-13 y destacándose por atajarle un penal clave al goleador Ignacio Scocco de Newell's. A principios del 2014 es nuevamente campeón tras ganarle en la Supercopa Argentina al Arsenal de Sarandí, en donde una vez más tuvo intervenciones fundamentales para la obtención del título. Participó estando en Vélez de dos Copas Libertadores quedando eliminado en ambas ocasiones en octavos de final. Dejó Vélez Sarsfield tras cumplirse dos años y medio de su contrato el 3 de abril de 2015.

### C. F. Pachuca
El 14 de julio de 2015 Sebastián Sosa firmó contrato con Pachuca, vestiría la camiseta de los Tuzos del Pachuca por todo el Apertura del 2015. Debuta en el fútbol mexicano el mismo día de su cumpleaños número 29 por Copa MX ante Venados. 

### Mineros de Zacatecas
Durante el régimen de transferencias del invierno de 2015, permanece por breve lapso de tiempo en Mineros (sucursal del Pachuca), a la espera de concretar su incorporación con Rosario Central de Argentina (equipo al que finalmente llegó cedido por un año).

### Rosario Central
A pesar de estar poco tiempo en su nuevo club y luego de actuaciones muy destacadas en la edición 2016 de la Copa Libertadores y en partidos importantes como el clásico rosarino, logra instalarse en el corazón de la hinchada de Rosario Central. 

### Monarcas Morelia y Mazatlán F. C.
Luego de un gran año en Rosario Central, volvió al fútbol mexicano y fue contratado por el Atlético Morelia (en ése entonces Monarcas Morelia), donde permanece por un largo período acumulando más de 100 partidos oficiales, donde también tuvo una muy destacada labor y siendo figura y pilar del equipo, ayudando a la salvación del descenso a su equipo, llegando a finales y disputando varias liguillas del fútbol mexicano. En el 2020 la franquicia cambió de sede y nombre y pasó a llamarse Mazatlán donde permanece por breve lapso de tiempo ya que unos meses más tarde pasa a formar parte del Club Atlético Independiente de Avellaneda en Argentina.

### Independiente
Llegó al club de Avellaneda en calidad de préstamo en el año 2020, hasta que fue fichado totalmente en diciembre del 2021.
Tras destacadas actuaciones en el equipo de Avellanada es elegido como el mejor arquero de la Copa Diego Armando Maradona 2020.Portó la cinta de capitán en varias ocasiones.

### Universidad Nacional
Al terminar su contrato con Independiente y siendo dueño de su pase, Sebastián Sosa contactó al director técnico "puma", Rafael Puente, y conversó su llegada al Club de la Universidad de México, misma que tuvo el visto bueno de la directiva para la temporada Clausura 2023.

### Vélez Sarsfield y Deportivo Maipú
Habiendo disputado sólo siete encuentros con los Pumas de la UNAM, Sosa regresó a Argentina para jugar en el Club Atlético Vélez Sarsfield, de la Liga Profesional. Apenas un semestre su contrato fue rescindido y pasó a vestir los colores del Club Deportivo Maipú, de la Primera Nacional, a raíz de haberse encontrado envuelto en un caso de abuso sexual junto a tres compañeros de Vélez.

## Selección nacional

### Categorías inferiores
Participó en la selección uruguaya sub-17 que jugó el Sudamericano de Bolivia en 2003. Y posteriormente formó parte de la sub-20

#### Participaciones en Sudamericanos
| Copa                        | Sede    | Resultado    |
| --------------------------- | ------- | ------------ |
| Sudamericano Sub-17 de 2003 | Bolivia | Cuarto lugar |

### Selección absoluta
En mayo del año 2022, el arquero uruguayo fue convocado por primera vez en su carrera a la Selección de fútbol de Uruguay.
El 11 de junio de 2022, Sosa, ingresó en el segundo tiempo en un amistoso de Uruguay frente a Panamá, específicamente a los 75 minutos, convirtiéndose en el jugador más longevo en debutar con la selección uruguaya, y el segundo jugador con más de 30 años en debutar en esta.
El 10 de noviembre de 2022, Sebastián integró la lista definitiva para el Mundial 2022, viajó el 12 de ese mes con la Selección a primero a la ciudad de Abu Dabi en Emiratos Árabes , estando ahí se recibe la noticia del fallecimiento de su madre, por lo que parte a Montevideo para volver ya a Doha en el país organizador.

#### Participaciones en Mundiales
| Copa                         | Sede  | Resultado      |
| ---------------------------- | ----- | -------------- |
| Copa Mundial de la FIFA 2022 | Catar | Fase de grupos |

## Estadísticas

### Clubes
| C. A. Peñarol · Uruguay | 1.ª           | 2006-07       | 1   | 1   | —  | —  | —            | —            | 1   | 1   | 0   |
| C. A. Peñarol · Uruguay | 1.ª           | 2007-08       | —   | —   | —  | —  | —            | —            | 0   | 0   | 0   |
| C. A. Peñarol · Uruguay | 1.ª           | 2009-10       | 32  | 35  | —  | —  | —            | —            | 32  | 35  | 10  |
| C. A. Peñarol · Uruguay | 1.ª           | 2010-11       | 26  | 32  | —  | —  | 17           | 20           | 43  | 52  | 11  |
| C. A. Peñarol · Uruguay | Total club    | Total club    | 59  | 68  | 0  | 0  | 17           | 20           | 76  | 88  | 21  |
| Central Español · Uruguay | 1.ª           | 2008-09       | 27  | 41  | —  | —  | —            | —            | 27  | 41  | 7   |
| Central Español · Uruguay | Total club    | Total club    | 27  | 41  | 0  | 0  | 0            | 0            | 27  | 41  | 7   |
| Boca Juniors Argentina | 1.ª           | 2011-12       | 3   | 6   | 4  | 3  | 2            | 2            | 9   | 11  | 2   |
| Boca Juniors Argentina | Total club    | Total club    | 3   | 6   | 4  | 3  | 2            | 2            | 9   | 11  | 2   |
| Vélez Sarsfield Argentina | 1.ª           | 2012-13       | 25  | 17  | 1  | —  | 8            | 5            | 34  | 22  | 17  |
| Vélez Sarsfield Argentina | 1.ª           | 2013-14       | 34  | 39  | 1  | —  | 13           | 9            | 48  | 48  | 19  |
| Vélez Sarsfield Argentina | 1.ª           | 2014          | 19  | 22  | 1  | 2  | —            | —            | 20  | 24  | 8   |
| Vélez Sarsfield Argentina | 1.ª           | 2015          | 8   | 8   | —  | —  | —            | —            | 8   | 8   | 2   |
| Vélez Sarsfield Argentina | 1.ª           | 2024          | 0   | 0   | 1  | 0  | —            | —            | 1   | 0   | 0   |
| Vélez Sarsfield Argentina | Total club    | Total club    | 86  | 86  | 4  | 2  | 21           | 14           | 111 | 102 | 46  |
| C. F. Pachuca · México | 1.ª           | A-2015        | —   | —   | 3  | 4  | —            | —            | 3   | 4   | 0   |
| C. F. Pachuca · México | Total club    | Total club    | 0   | 0   | 3  | 4  | 0            | 0            | 3   | 4   | 0   |
| Mineros de Zacatecas · México | 2.ª           | A-2015        | —   | —   | 1  | 1  | Inaccesibles | Inaccesibles | 1   | 1   | 0   |
| Mineros de Zacatecas · México | Total club    | Total club    | 0   | 0   | 1  | 1  | 0            | 0            | 1   | 1   | 0   |
| Rosario Central Argentina | 1.ª           | 2016          | 4   | 4   | —  | —  | 10           | 11           | 14  | 15  | 5   |
| Rosario Central Argentina | 1.ª           | 2016-17       | 11  | 11  | 6  | 7  | —            | —            | 17  | 18  | 7   |
| Rosario Central Argentina | Total club    | Total club    | 15  | 15  | 6  | 7  | 10           | 11           | 31  | 33  | 12  |
| Atlético Morelia · México | 1.ª           | 2016-17       | 4   | 3   | 7  | 6  | —            | —            | 11  | 9   | 6   |
| Atlético Morelia · México | 1.ª           | 2017-18       | 40  | 53  | —  | —  | —            | —            | 40  | 53  | 9   |
| Atlético Morelia · México | 1.ª           | 2018-19       | 29  | 48  | 1  | 1  | —            | —            | 30  | 49  | 5   |
| Atlético Morelia · México | 1.ª           | 2019-20       | 27  | 39  | 4  | 3  | —            | —            | 31  | 42  | 8   |
| Mazatlán F. C. · México | 1.ª           | A-2020        | 4   | 6   | —  | —  | —            | —            | 4   | 6   | 1   |
| Mazatlán F. C. · México | Total club    | Total club    | 4   | 6   | 0  | 0  | 0            | 0            | 4   | 6   | 1   |
| C. A. Independiente Argentina | 1.ª           | 2020          | —   | —   | 7  | 10 | 5            | 5            | 12  | 15  | 5   |
| C. A. Independiente Argentina | 1.ª           | 2021          | 25  | 24  | 13 | 11 | 8            | 7            | 46  | 42  | 17  |
| C. A. Independiente Argentina | 1.ª           | 2022          | 10  | 17  | 11 | 12 | 6            | 4            | 27  | 33  | 9   |
| C. A. Independiente Argentina | Total club    | Total club    | 35  | 41  | 31 | 33 | 19           | 16           | 85  | 90  | 31  |
| Pumas UNAM · México | 1.ª           | C-2023        | 12  | 24  | —  | —  | —            | —            | 12  | 24  | 1   |
| Pumas UNAM · México | Total club    | Total club    | 12  | 24  | 0  | 0  | 0            | 0            | 12  | 24  | 1   |
| Atlético Morelia · México | 2.ª           | 2023-24       | 7   | 7   | 0  | 0  | Inaccesibles | Inaccesibles | 7   | 7   | 2   |
| Atlético Morelia · México | Total club    | Total club    | 107 | 150 | 12 | 10 | 0            | 0            | 119 | 160 | 30  |
| Total carrera | Total carrera | Total carrera | 348 | 437 | 61 | 60 | 69           | 63           | 478 | 560 | 151 |
| (1) Incluye datos de la Copa Argentina, Supercopa Argentina y Copa MX. (2) Incluye datos de la Copa Libertadores y Copa Sudamericana. |               |               |     |     |    |    |              |              |     |     |     |

### Selecciones
| Selección          | Año               | Amistosos | Amistosos | Eliminatorias | Eliminatorias | Copa América | Copa América | Mundial | Mundial | Total | Total | Vallas invictas |
| Selección          | Año               | Part.     | G. R.     | Part.         | G. R.         | Part.        | G. R.        | Part.   | G. R.   | Part. | G. R. | Vallas invictas |
| ------------------ | ----------------- | --------- | --------- | ------------- | ------------- | ------------ | ------------ | ------- | ------- | ----- | ----- | --------------- |
| Absoluta · Uruguay | 2022              | 1         | —         | —             | —             | —            | —            | —       | —       | 1     | 0     | 1               |
| Total selecciones  | Total selecciones | 1         | 0         | 0             | 0             | 0            | 0            | 0       | 0       | 1     | 0     | 1               |

## Palmarés

### Títulos nacionales
| Título                        | Club            | País      | Año     |
| ----------------------------- | --------------- | --------- | ------- |
| Torneo Clausura               | Peñarol         | Uruguay   | 2010    |
| Campeonato Uruguayo           | Peñarol         | Uruguay   | 2009-10 |
| Primera División de Argentina | Boca Juniors    | Argentina | 2011    |
| Copa Argentina                | Boca Juniors    | Argentina | 2012    |
| Primera División de Argentina | Vélez Sarsfield | Argentina | 2012    |
| Primera División de Argentina | Vélez Sarsfield | Argentina | 2012/13 |
| Supercopa Argentina           | Vélez Sarsfield | Argentina | 2013    |

### Distinciones individuales
| Distinción                                                                    | Año  |
| ----------------------------------------------------------------------------- | ---- |
| Mejor arquero del Campeonato Uruguayo.                                        | 2010 |
| Segundo lugar para formar el Once Ideal de América (detrás de Johnny Herrera) | 2011 |
| Tercer lugar para formar el Once Ideal de América                             | 2012 |
| Mejor arquero de la Copa de la Liga Profesional                               | 2020 |

## Denuncia por violación
En marzo de 2024, fue denunciado junto a otros 3 jugadores de Vélez Sarsfield por violar a una mujer en un hotel en la provincia argentina de San Miguel de Tucumán. Los jugadores señalados son Sebastián Sosa, Braian Cufré, Abiel Osorio y José Ignacio Florentín Bobadilla. El expediente por el delito de abuso sexual con acceso carnal es investigado Unidad Fiscal de Abuso Contra la Integridad Sexual N.º 1 de Tucumán.

El club Vélez Sarsfield decidió separar a los cuatro jugadores de manera preventiva tras activar el protocolo que tienen para estos casos.
En marzo de 2024, Sosa y los demás involucrados finalmente fueron detenidos.